# شبوة القديمة

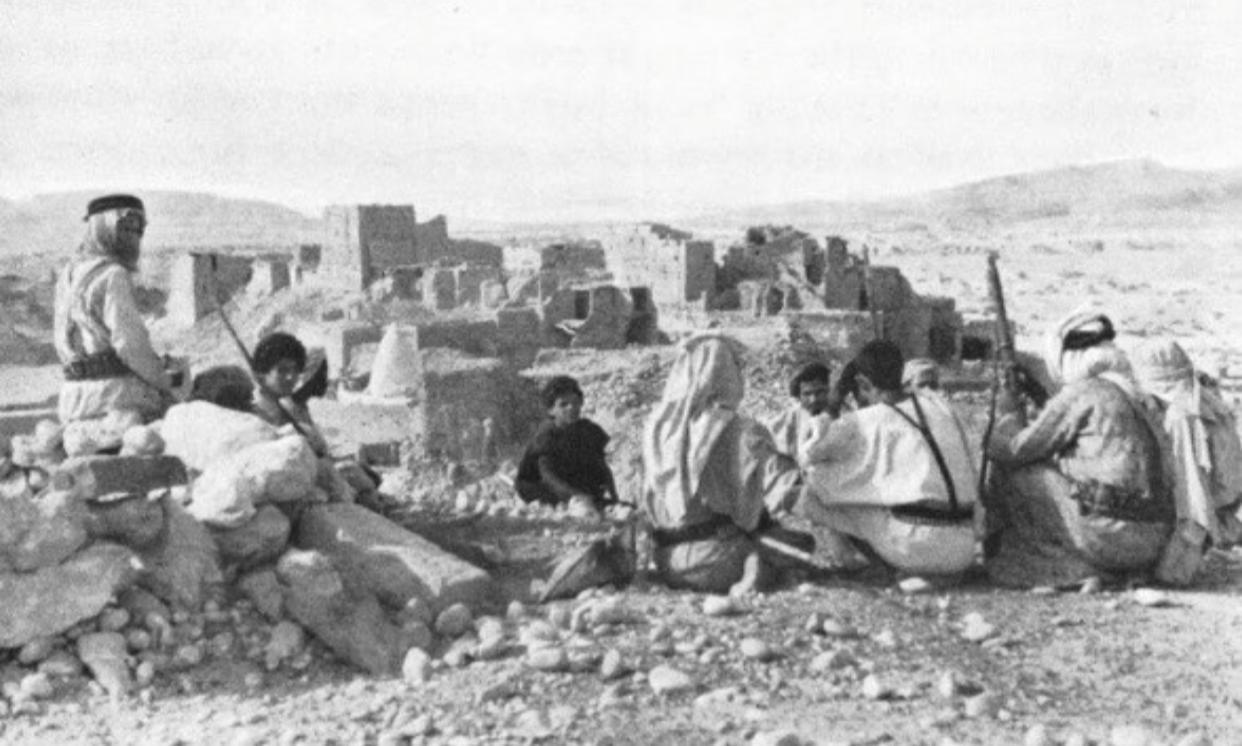
صورة لشبوة القديمة

مدينة شبوة التاريخية عاصمة مملكة حضرموت، هذه المدينة تقع في مديرية عرماء بين وادي عطف ووادي معشار، سميت عليها حديثاً محافظة شبوة بعد 1967.
ذُكرت شبوة في نصوص خط المسند القديمة بأسم «شبوت»، وكانت عاصمة مملكة حضرموت ، أستقرت بها قبائل من كندة ومذحج عقب سقوطها بيد حمير بقيادة شمر يهرعش.

## سكان شبوة القديمة

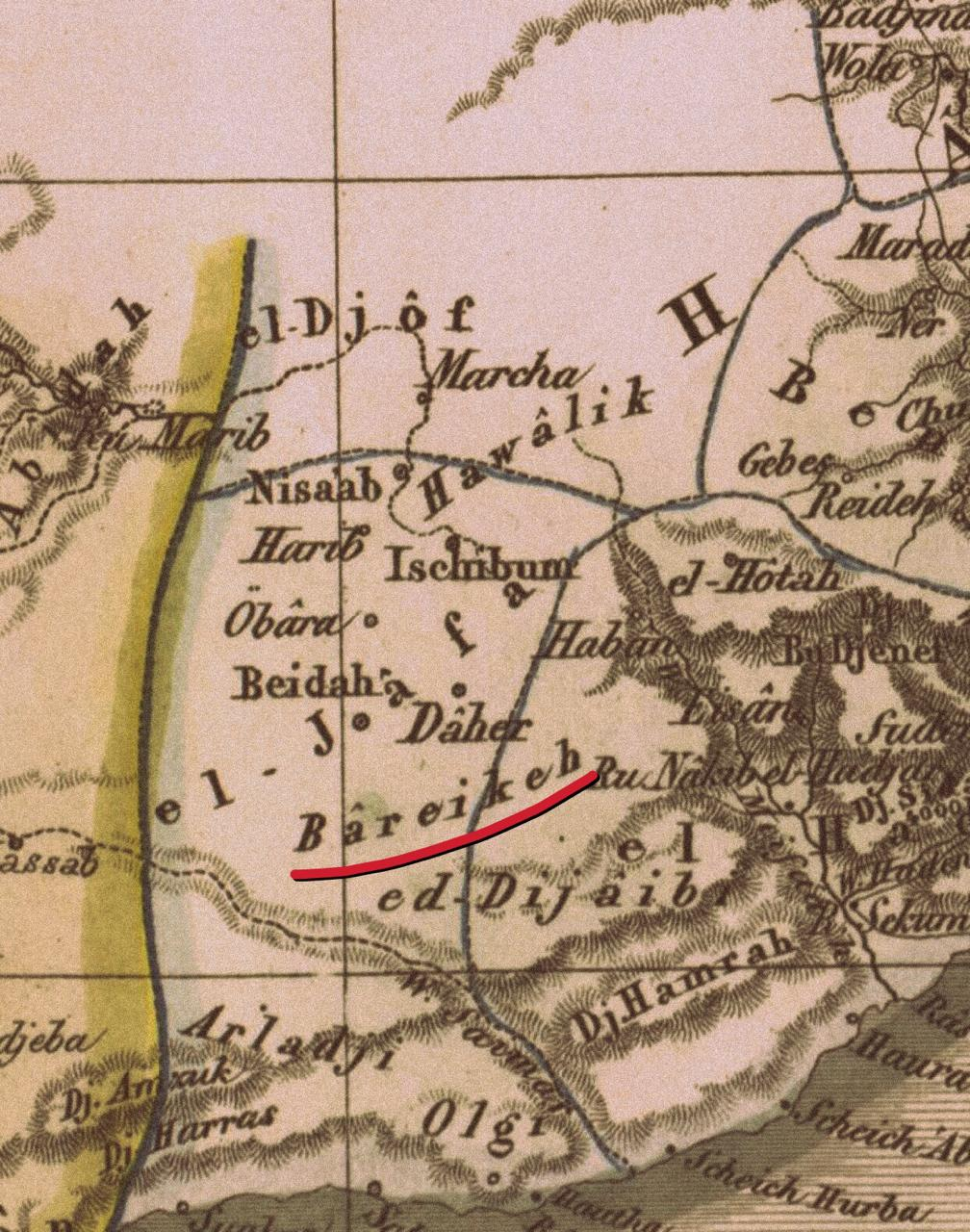
خريطة قديمة تحدّد موقع (قبيلة آل بريك) في شبوة، رسمها الجغرافي كارل ريتر عام 1852م

سكان شبوة القديمة هم قبيلة آل بريك التي كان لها حكم في شبوة، وجدّ قبيلة آل بريك هو الشيخ محمد بن بريك وله ضريح في شبوة ومسجد.
"وقد قام آل بريك بأدوار لا تعد ولا تحصى على مر الأجيال في حماية الأماكن المقدسة في جنوب الجزيرة العربية وبالأخص في المدينة التي تسمى المدينة المخفيه «شبوة»، التي ظلت أثارها صامده في الرمال، كانوا آل بريك أحد أبرز القبائل المحترمة التي حكمت شبوة عندما كانت عامرة بالتجارة وتُسيّر القوافل عبر الرمال في الأيام التي كانت تعج المدينة بقرابة 4000 عائلة، وأسم آل بريك جذوره ماخوذة من كلمة الأحترام، كالعديد من القبائل البدوية في الجنوب العربي، انعزلوا عن حياة المدينة وعاشوا في الخيام واهتموا بالإبل لا سيما بعد تقلص تجارة التوابل التي كانوا يعتمدون عليها في القرون الماضية".

## موقع شبوة القديمة
- تقع محافظة شبوة في الوسط الجنوبي لجمهورية اليمن، وتعد شبوة ثالث أكبر المحافظات اليمنية من حيث المساحة، حيث تبلغ مساحتها 47,584 كيلو متر مربع، وتتكون المحافظة من 17 مديرية.[6]
- يحدها من الشرق محافظة حضرموت.
- من الغرب محافظات أبين ومأرب والبيضاء.
- من الشمال الربع الخالي.
- من الجنوب بحر العرب وخليج عدن.

### تضاريس محافظة شبوة
تحتوي محافظة شبوة على تباين جيولوجي جعلها تمتلك تضاريس متنوعة، من جبال وعرة وهضاب ووديان في الأجزاء الشمالية الغربية والوسطى من المحافظة، بينما يحيط بها من الشمال الشرقي صحراء
رملية شاسعة وهي صحراء رملة السبعتين، ومن الجنوب سواحل بحر العرب وخليج عدن التي تمتد لـ300 كم.

### مناخ محافظة شبوة
تتمتع شبوة بثلاثة أنواع من المناخ على حسب المنطقة الجغرافية فيها، حيث نجد أن في المناطق الشمالية يسودها المحافظة مناخ صحراوي جاف حار صيفًا وجاف بارد شتاءًا، بينما نجد في المناطق
الجبلية والهضاب والمرتفعات فيها يكون المناخ معتدل الحرارة صيفًا، وبارد ممطر شتاءًا، أما عن المناطق الساحلية فنجد المناخ شديد الحرارة صيفًا دافئ ممطر شتاءًا.